# National Scenic Area
Ne doit pas être confondu avec National Scenic Area (Taïwan).

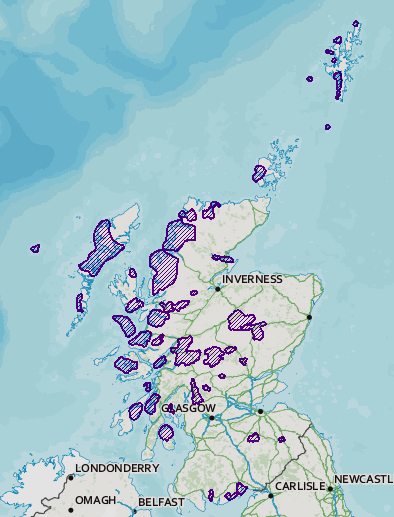
Carte des National Scenic Area.

National Scenic Area (NSA) est une désignation de conservation utilisée en Écosse et administrée par Scottish Natural Heritage (SNH). La désignation a pour but d'identifier les zones de paysages exceptionnels et de les protéger contre tout développement inapproprié. Il existe actuellement 40 National Scenic Area, couvrant 13 % de la superficie de l’Écosse. Les zones protégées par la désignation sont considérées comme représentant le type de beauté pittoresque « généralement associée à l'Écosse et pour laquelle elle est renommée ». En tant que tels, ils ont tendance à se trouver principalement dans les régions montagneuses reculées de l’Écosse. En 1997 un rapport de la SNH soulignant la faiblesse potentielle des paysages nationaux montre que la sélection initiale mettait indûment l’accent sur les régions montagneuses de l’Écosse.Toutefois, les NSA couvrent également des paysages marins, environ 26 % de la superficie totale protégée par la désignation étant marine. La désignation concerne principalement les qualités de paysage, bien que les zones de paysage nationales désignées puissent avoir d’autres qualités spéciales, liées par exemple à la culture, à l’histoire, à l’archéologie, à la géologie ou à la faune. Les zones présentant de telles qualités peuvent être protégées par d'autres désignations (par exemple, réserve naturelle nationale) qui chevauchent la désignation de la NSA.
Les National Scenic Areas sont désignées par l'UICN comme étant des paysages protégés de catégorie V, la même catégorie internationale que les deux parcs nationaux d'Écosse.
Au Royaume-Uni, la désignation NSA est considérée comme équivalente aux Area of Outstanding Natural Beauty (AONB) de l'Angleterre, du pays de Galles et de l'Irlande du Nord.
La désignation NSA n’est pas très visible par rapport aux autres désignations de conservation utilisées en Écosse : en 2018 un sondage du National Trust for Scotland a révélé que seulement 20 % des Écossais connaissaient de manière définitive les zones pittoresques nationales, 80 % pour les parcs nationaux.

## Liste des National Scenic Areas
| Nom                                  | Superficie terrestre (ha) | Superficie marine (ha) | Superficie totale (ha) | Lieu                                                                                                   |
| ------------------------------------ | ------------------------- | ---------------------- | ---------------------- | --- |
| Assynt-Coigach                       | 86,539                    | 43,285                 | 129,824                | Highland                                                                                               |
| Ben Nevis and Glen Coe               | 90,334                    | 1,944                  | 92,278                 | Highland/Argyll and Bute/Perth and Kinross                                                             |
| Cairngorm Mountains                  | 65,541                    | 0                      | 65,541                 | Highland/Aberdeenshire/Moray                                                                           |
| Cuillin Hills                        | 22,726                    | 4,594                  | 27,320                 | Highland                                                                                               |
| Dee et Lochnagar                     | 39,787                    | 0                      | 39,787                 | Aberdeenshire/Angus                                                                                    |
| Dornoch Firth                        | 11,542                    | 4,240                  | 15,782                 | Highland                                                                                               |
| East Stewartry Coast                 | 8,447                     | 1,173                  | 9,620                  | Dumfries and Galloway                                                                                  |
| Eildon and Leaderfoot                | 3,877                     | 0                      | 3,877                  | Scottish Borders                                                                                       |
| Fleet Valley                         | 5,373                     | 0,481                  | 5,854                  | Dumfries and Galloway                                                                                  |
| Glen Affric                          | 18,837                    | 0                      | 18,837                 | Highland                                                                                               |
| Glen Strathfarrar                    | 4,027                     | 0                      | 4,027                  | Highland                                                                                               |
| Hoy and West Mainland                | 16,479                    | 7,928                  | 24,407                 | Orkney Islands                                                                                         |
| Jura                                 | 21,072                    | 9,245                  | 30,317                 | Argyll and Bute                                                                                        |
| Kintail                              | 16,070                    | 1,079                  | 17,149                 | Highland                                                                                               |
| Knapdale                             | 20,821                    | 12,011                 | 328,32                 | Argyll and Bute                                                                                        |
| Knoydart                             | 40,201                    | 10,495                 | 50,696                 | Highland                                                                                               |
| Kyle of Tongue                       | 21,093                    | 3,396                  | 24,488                 | Highland                                                                                               |
| Kyles of Bute                        | 4,723                     | 1,016                  | 5,739                  | Argyll and Bute                                                                                        |
| Loch Lomond                          | 28,077                    | 0                      | 28,077                 | Argyll and Bute/Stirling/West Dunbartonshire (also within Loch Lomond and the Trossachs National Park) |
| Loch na Keal, Isle of Mull           | 13,507                    | 30,742                 | 44,250                 | Argyll and Bute                                                                                        |
| Loch Rannoch and Glen Lyon           | 48,625                    | 0                      | 48,625                 | Perth and Kinross/Stirling                                                                             |
| Loch Shiel                           | 13,045                    | 0                      | 13,045                 | Highland                                                                                               |
| Loch Tummel                          | 9,013                     | 0                      | 9,013                  | Perth and Kinross                                                                                      |
| Lynn of Lorn                         | 5,638                     | 10,088                 | 15,726                 | Argyll and Bute                                                                                        |
| Morar, Moidart and Ardnamurchan      | 17,220                    | 19,736                 | 36,956                 | Highland                                                                                               |
| North Arran                          | 20,360                    | 6,943                  | 27,304                 | North Ayrshire                                                                                         |
| Estuaire du Nith                     | 14,310                    | 0,028                  | 14,338                 | Dumfries and Galloway                                                                                  |
| North West Sutherland                | 23,415                    | 3,151                  | 26,565                 | Highland                                                                                               |
| Rivière Earn (Comrie to St. Fillans) | 3,108                     | 0                      | 3,108                  | Perth and Kinross                                                                                      |
| River Tay (Dunkeld)                  | 5,708                     | 0                      | 5,708                  | Perth and Kinross                                                                                      |
| Scarba, Lunga and the Garvellachs    | 2,139                     | 4,402                  | 6,542                  | Argyll and Bute                                                                                        |
| Shetland                             | 15,486                    | 26,347                 | 41,833                 | Shetland Islands                                                                                       |
| Small Isles                          | 16,271                    | 30,964                 | 47,235                 | Highland                                                                                               |
| South Lewis, Harris and North Uist   | 112,301                   | 90,087                 | 202,388                | Western Isles                                                                                          |
| South Uist Machair                   | 6,289                     | 7,025                  | 13,314                 | Western Isles                                                                                          |
| St Kilda                             | 0,865                     | 6,101                  | 6,966                  | Western Isles                                                                                          |
| The Trossachs                        | 4,850                     | 0                      | 4,850                  | Stirling (also within Loch Lomond and the Trossachs National Park)                                     |
| Trotternish                          | 6,128                     | 1,789                  | 7,916                  | Highland                                                                                               |
| Upper Tweeddale                      | 12,770                    | 0                      | 12,770                 | Scottish Borders                                                                                       |
| Wester Ross                          | 143,881                   | 19,574                 | 163,456                | Highland                                                                                               |